# Ch’orti’ jezik
Ch’orti’ jezik (chortí; čorti; ISO 639-3: caa), jezik Čorti Indijanaca kojim govori 30 000 ljudi (2000 J. Lubeck) u Gvatemali u graničnom području s Hondurasu, i nešto u Hondurasu (10;1997 R. Reeck) u departmanu Copán. Pripada majanskoj porodici i užoj skupini čol. Uči se u osnovnoj školi. 
Ne smije se brkati s izumrlim jezikom cholti koji se govorio u području Quirigue i Izabala.

## Vanjske poveznice
- Ethnologue (14th)
- Ethnologue (15th)